# Systemkrasch
En systemkrasch är ett allvarligt fel i en dators operativsystem som gör att datorn måste startas om. Systemkraschen har olika namn beroende på vilket operativsystem som används, ofta uppkallade efter (eller populariserade genom) den skärm eller det felmeddelande som visas. Felmeddelandet förutsätter att operativsystemkärnan upptäcker felet och väljer att stoppa systemet.
- Blåskärm i Microsoft Windows
- Kernel panic i Unix
- Guru meditation i AmigaOS
- Sad Mac i Mac OS Classic
- Bomb (symbol) i Atari TOS

Enskilda program kan också krascha när de körs i operativsystemet, vilket innebär att programmet avslutas. En programkrasch kan göra att osparat arbete i programmet går förlorat. Krascher orsakas oftast av buggar.